# Bataille de l'aérodrome de Rio Hato
Invasion du Panama par les États-Unis
Batailles
Invasion du Panama par les États-Unis :
- Tocumen
- Acid Gambit
- Renacer
- Rio Hato
- Paitilla Airport (en)
- Balboa Harbour (en)
- Fort Amador (en)
- Coco Solo (en)
- Pacora River Bridge (en)
- Panama City (en)
- Nifty Package (en)
- Western Operations (en)
- Madden Dam (en)

La bataille de l'aérodrome de Rio Hato est survenue lors de l'invasion américaine du Panama entre l'armée américaine et les Forces de défense panaméennes (en) (PDF). Le 20 décembre, des parachutistes américains ont lancé une attaque surprise contre l'armée panaméenne à Rio Hato (en), la plus grande base militaire des PDF, à environ 113 km au sud de la ville de Panama .
L'objectif de l'attaque était de capturer la garnison des PDF à la base, de sécuriser la piste de l'aérodrome et de s'emparer de la maison en bord de mer de Manuel Noriega.

## Bataille

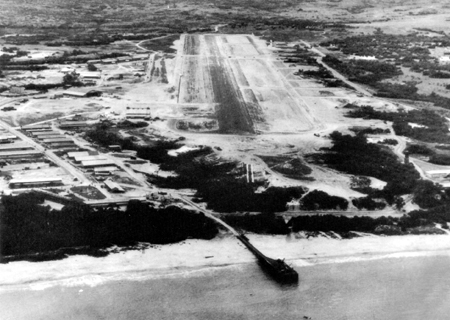
Base aérienne de l'armée de Rio Hato.

À l'heure H, deux chasseurs-bombardiers furtifs F-117 A ont livré deux bombes de précision de 907 kg dans le but d'étourdir et de semer la confusion dans la garnison des PDF composée de deux compagnies d'infanterie lourdement armées défendant l'aérodrome. Au lieu d'atterrir sur leurs cibles, les deux bombes ont explosé à proximité, réveillant la garnison. Les 6e et 7e compagnies de fusiliers des PDF comptaient au total 520 soldats. En plus de cela, la 7e compagnie était connue pour faire "partie des forces les mieux entraînées et les plus loyales de Noriega."
Treize avions de transport C-130 Hercules, ayant volé sans escale depuis les États-Unis, ont parachuté tout le bataillon de 2/75 Rangers et 1 compagnie de 3/75 Rangers (en), le reste du 3/75 allant à la base aérienne Howard en réserve en tant que force réactionnaire. Le saut a été effectué à partir d'une altitude dangereusement basse de 149 m. Ceci en raison des renseignements indiquant que l'armement anti-aérien panaméen ne pouvait pas suivre avec précision en dessous de 152 m. Quoi qu'il en soit, 11 des 13 avions ont été touchés par des tirs antiaériens de 23 mm. La vitesse de l'air plus rapide que la normale de 170 nœuds et la basse altitude ont contribué aux plusieurs dizaines de blessés lors de l'atterrissage. Plusieurs Rangers ont également été blessés par des tirs au sol traversant leur avion. Plusieurs autres Rangers ont été blessés sous la canopée également par des tirs au sol. Au moins 1 Ranger a été tué et 1 paralysé lorsque leurs lignes statiques ont été coupées par des tirs AA. Se rassemblant rapidement dans l'obscurité, deux compagnies de Rangers se sont déployées pour isoler l'aérodrome, couper la route panaméricaine qui le traverse et saisir un dépôt de munitions à proximité.
2 camions militaires (peut-être plus) remplis de soldats des PDF ont parcouru la piste et le chemin de terre adjacent, ratissant les blessés et assemblant des Rangers avec des armes légères et des cartouches .50 BMG. Ceux-ci ont été envoyés par un sergent de peloton de Rangers à partir du 3/75 avec des lance-roquettes LAW. Un sous-officier de l'A-2/75 a tiré sur un camion avec un pistolet de calibre 1911 .45 et a touché par inadvertance le réservoir d'essence faisant exploser ledit véhicule.
Pendant ce temps, une autre compagnie a attaqué un complexe d'académie de sous-officiers à proximité et une autre encore a frappé les deux compagnies des PDF déployées pour défendre l'aérodrome. Les combats se sont transformés en un échange de tirs féroce avec le feu au sol des rangers fortement renforcé par le soutien d'un hélicoptère de combat AC-130 "Spectre" et de plusieurs hélicoptères d'attaque.
Les bâtiments disputés sont tombés dans des combats de pièce en pièce à la suite d'une utilisation libérale de grenades et de fusils automatiques à courte distance. Au total, la bataille de l'aérodrome de Rio Hato a duré environ cinq heures, période au bout de laquelle les rangers avaient sécurisé Rio Hato, ainsi que la somptueuse maison de plage de Noriega à proximité.
Au moins 1 APC a engagé des Rangers à l'extrémité ouest de l'aérodrome. Il a été envoyé par des Rangers tirant simultanément des roquettes LAW et des tirs de l'hélicoptère de combat AC-130 Spectre.
Cependant, dans un cas d'erreur d'identité, un hélicoptère d'attaque américain a pris une escouade de rangers pour un groupe de PDF et a tiré, tuant deux rangers et en blessant quatre autres.

## Victimes
Il y a eu dans l'armée américaine 4 morts, 18 blessés et 26 blessés lors du saut. À Rio Hato, les PDF ont perdu 34 soldats, 362 ont été capturés et un énorme inventaire d'armes a été abandonné. Environ 200 soldats des PDF ont réussi à fuir dans la campagne et à échapper à la capture.